# Colònia Palà de Torroella
Colònia Palà de Torroella, o simplement colònia Palà, és un conjunt d'edificis que conformaven una colònia tèxtil al peu del riu Cardener, que més endavant va esdevenir el poble del Palà de Torroella. Es coneixia també amb els noms de Palà Vell o Palà de Dalt (en contraposició a Palà Nou o Palà de Baix, que es referia a la veïna Colònia Valls. Està situada a l'extrem oest del municipi de Navars (Bages), a tocar del terme municipal de Sant Mateu de Bages. Aquest conjunt forma part de l'Inventari del Patrimoni Arquitectònic de Catalunya.

## Descripció
L'organització de la Colònia Palà de Torroella començà l'any 1876, quan es va instal·lar una fàbrica de teixits al peu del Cardener. Es respectà la denominació original de l'enclavament –Palà ja s'esmenta el 966– a l'hora de fer el nou nucli industrial. L'estructura de la colònia és determinada per dues tipologies constructives ben diferenciades: d'una banda, la fàbrica, les torres i l'església, en un estil historicista, i de l'altra, els habitatges de «Cases Barates» que, responen a una mateixa tipologia i els esquemes es repeteixen fins a formar carrers paral·lels a l'eix de la carretera de Manresa a Cardona (km. 21,5).
La colònia Palà de Torroella, com passa també amb la seva veïna colònia Valls (Sant Mateu de Bages), viu totalment relacionada i depenent, pel que fa als serveis bàsics, dels pobles de la seva rodalia –Súria, Cardona i Manresa– a causa del seu aïllament del nucli municipal de Navars, situat a l'altre extrem del terme municipal.

## Història
La colònia de Palà Vell fou fundada a final del segle xix per Joan Palà i Valls, advocat en exercici a Barcelona, i amo del mas Palà, una masia documentada des del segle xiii, el qual va fer societat amb el seu oncle, Esteve Valls i Pasqual, (industrial sallentí amb vasta experiència) i amb Manuel Arias (el qual s'encarregava de la part comercial de l'empresa, que es portava des de Barcelona). El 1877 la fàbrica ja funcionava a ple rendiment. La colònia es va construir en terrenys del mas Palà, i aprofitant el salt del molí de farina i sal de la seva propietat. Aquest molí havia estat propietat dels ducs de Cardona, els quals el van cedir el 1482 al mas Palà en concepte de pagament d'un deute.
L'origen de la Colònia Palà de Torroella es remunta a l'any 1875, quan Joan Palà va sol·licitar al Govern Provincial de Barcelona el permís per modificar l'aprofitament del vell molí i poder aprofitar l'aigua del Cardener per moure la fàbrica. Aquest permís va arribar el 1876, i el 1877 es constitueix la societat i entra en funcionament. de bon principi, es va construir un primer bloc d'habitatges, compost d'onze cases amb 44 pisos distribuïts en planta baixa i dues plantes. A 800 m de la fàbrica es va bastir un altre bloc d'onze cases que van formar el barri de la Rata, considerat també part de la colònia. Juntament amb els pisos es va dotar dels serveis indispensables per a la població: botiga de queviures, carnisseria, cafè i escola. Sobre la base de la capella del mas Palà, es va construir la primera església de la colònia el 1879, considerada també un servei principal. L'educació de la quitxalla es va encomanar a la comunitat de monges dominiques, per a les quals també es va construir un gran edifici.
El 1885 un incendi va provocar greus desperfectes a la fàbrica, però es va reconstruir ràpidament, i es reconstituí la societat, amb major participació dels Valls. El 1900 però, els Palà i els Valls es separen. Esteve Valls i son fill, Isidre Valls i Pallerola, van fundar una nova colònia un escàs quilòmetre riu avall: la Colònia Valls, també coneguda com a Palà Nou.
A Joan Palà Valls el succeí el seu nebot Joan Palà i Claret (1876-1960), que durant uns anys gestionà el negoci amb el seu germà Francisco. Ambdós van donar un nou impuls a la fàbrica: van ampliar la potència de la força motriu amb l'adquisició de dos nous salts, van renovar la maquinària i van ampliar la producció. Amb aquesta bonança es van construir també nous habitatges, cases per al mestre i el capellà i l'escola per a nens. També en aquesta època es va construir el casino, que tenia sala de ball, teatre-cinema i cafè. Als anys cinquanta, però, aquesta societat també s'escindí i tota l'empresa va romandre a mans de Joan Palà Claret.
Durant la Guerra Civil la fàbrica es va col·lectivitzar. El comitè directiu que gestionava la fàbrica es va instal·lar al mas Palà, que en aquesta època ja s'havia convertit en un gran casal. Passada la contesa, i amb el retorn dels seus propietaris, es va construir una nova torre per als amos, al costat de la qual es va construir també una nova església (ja que l'anterior havia quedat bastant malmesa pels actes revolucionaris durant la guerra), en un estil historicista entre romànic i gòtic, inaugurada el 1942. La postguerra serà una altra de les èpoques de puixança de la colònia. Als anys cinquanta, Palà era coneguda com «la colònia de les flors» per l'exhuberància dels seus horts i jardins. El 1962 va començar una crisi que es va agreujar el 1971 amb el tancament definitiu d'Industrias Palà.